# Mesochorus tachinidaeus
Mesochorus tachinidaeus är en stekelart som beskrevs av Schwenke 2002. Mesochorus tachinidaeus ingår i släktet Mesochorus och familjen brokparasitsteklar. Inga underarter finns listade i Catalogue of Life.